# Comodino

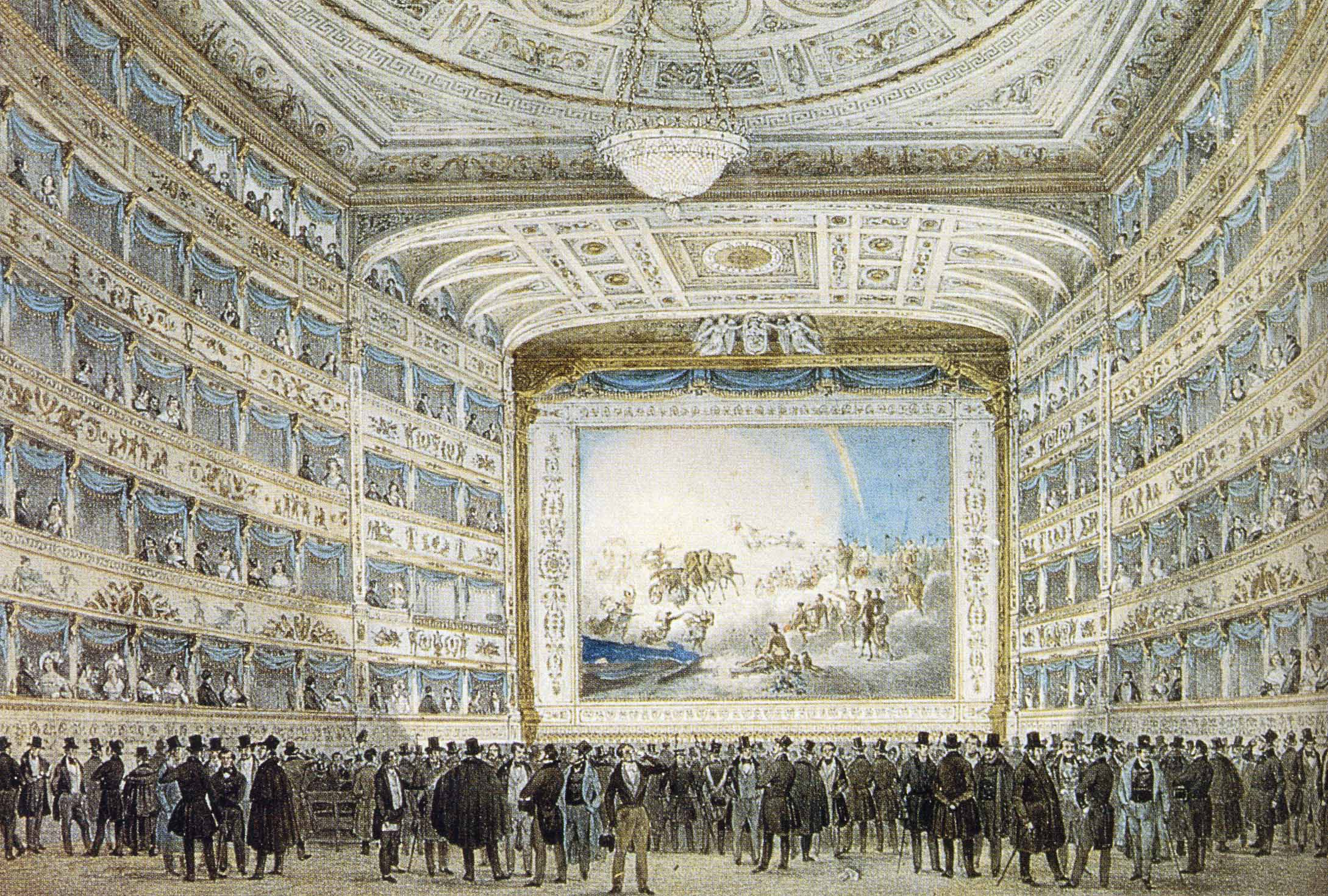
Il comodino del Teatro "La Fenice" di Venezia in una illustrazione del 1837.

Il comodino è un velario in tela, posto all'interno del palcoscenico, formato da due parti fisse poste ai lati e una parte mobile, spesso ornata con decorazioni e dipinti, sistemata parallelamente al sipario principale. 
Quest'ultima porzione viene azionata dopo la conclusione di ogni atto in cui è suddivisa un'opera teatrale, allo scopo di celare al pubblico le operazioni di cambiamento della scena. 
Ogni parte del comodino è dotata di aperture che consentono l'entrata e l'uscita laterali degli attori dallo spazio scenico, oltre alla consueta uscita collettiva della compagnia sul proscenio, dopo la conclusione dello spettacolo, per ringraziare il pubblico. 
Il comodino viene spesso realizzato con tessuto ignifugo, anche allo scopo di  formare una sorta di compartimentazione, in caso d'incendio, tra il palcoscenico e la platea, nel caso non sia prevista o possibile l'installazione di un sipario di sicurezza. 
Dal fatto di costituire il passaggio tra le quinte e il palcoscenico, il termine "comodino" viene anche utilizzato, nel gergo teatrale, per riferirsi a un attore che conosce la parte da recitare ed è pronto a prendere il posto di un collega, all'ultimo momento, in caso di forzata sostituzione. La definizione è spesso usata, in senso dispregiativo, per definire un attore mediocre.